# Чикагская архитектурная школа

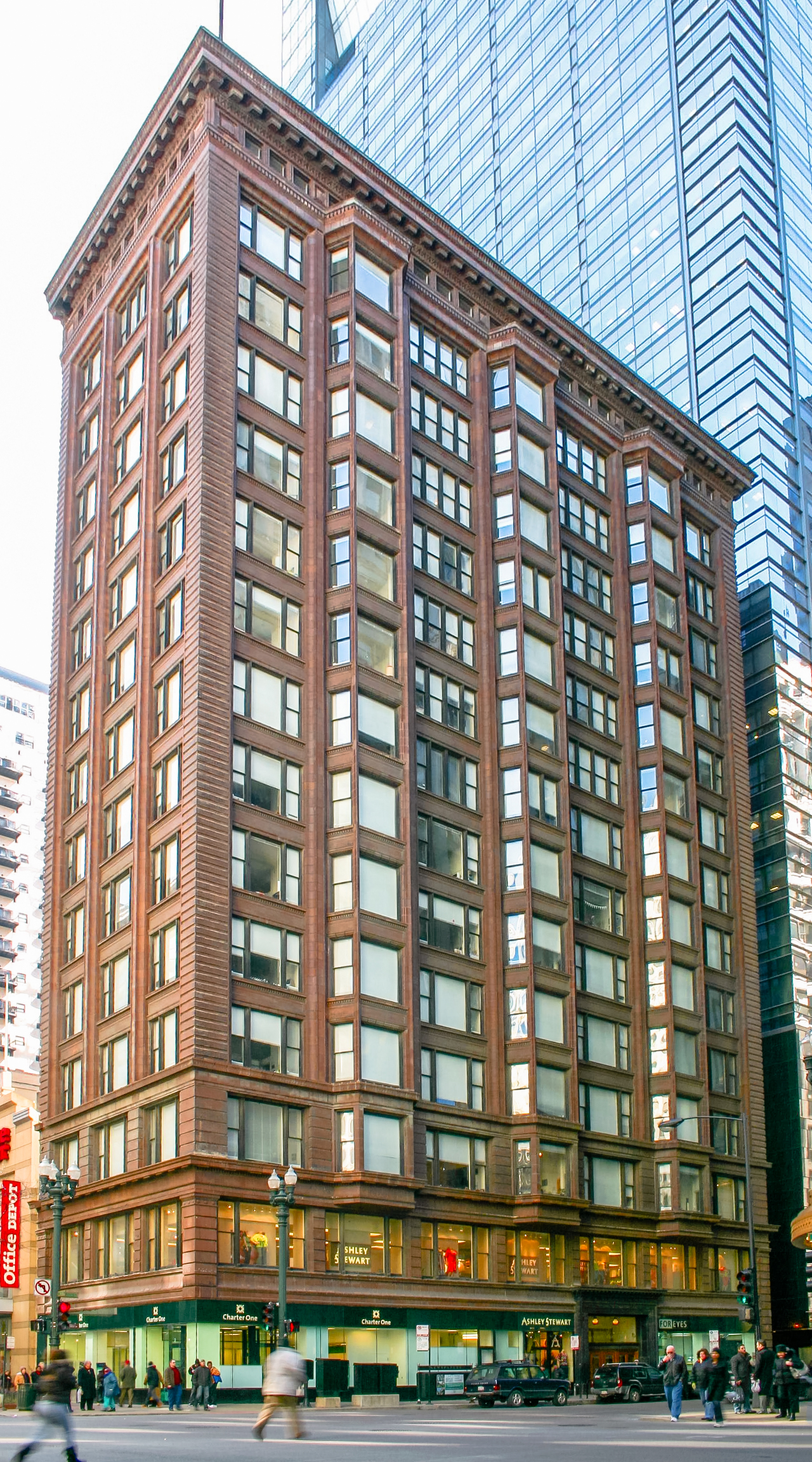
Чикаго-Билдинг. 1904—1905. Holabird & Roche

Чикагская школа (англ. Chicago school) — начальный этап формирования новой американской архитектуры XX века. Возникновение архитектурной школы в городе Чикаго на Среднем Западе США (штат Иллинойс) связано с уникальной ситуацией, сложившейся в результате Великого чикагского пожара 1871 года, уничтожившего значительную часть старого города. В 1880-х годах архитектор Генри Гобсон Ричардсон (1838—1886) возводил в Чикаго конторские и производственные здания в стиле неоренессанса и «романского возрождения». Термин «чикагская школа» предложил в 1930-х годах историк архитектуры Зигфрид Гидион. В иных источниках встречается определение «направление», провозгласившее начало модернизма в американской архитектуре. При этом возникало смешение понятий «модернизм» и «модерн», обычное в англоязычной литературе, но неприемлемое для русскоязычной историографии. Тем не менее, локальность этого явления в территориальном и хронологическом отношениях требует отнесения «чикагского феномена» именно к категории «школа».

## Первая чикагская школа
В 1883 году инженер Уильям «Ле Барон» Дженни (1832—1907), прозванный так за аристократические манеры, приступил к строительству в Чикаго первого небоскрёба (здания Страхового общества), успешно применив каркасную стальную конструкцию и лифты (здание снесли в 1929 году). Каркасные сборные деревянные конструкции, состоящие из вертикальных реек, горизонтальных брусьев и обшивки — давняя строительная традиция сельской Америки. Отсутствие свободных рук, индустриальное производство готовых деталей и гвоздей позволили американцам на первом этапе самим строить свои дома. Чикагский пожар, как это часто бывало в истории архитектуры, оказался одновременно и бедствием и стимулом развития. Деревянные каркасы стали заменять чугунными. В 1888 году в США, в Миннеаполисе Лерой Сандерленд Баффингтон (1848—1931) получил патент на высотное здание из стального каркаса, облицованное кирпичом. Баффингтон утверждал, что идею каркасного здания он нашёл в «Беседах об архитектуре» Э. Виолле-ле-Дюка (1863—1872), однако разработку этой идеи приписал себе. Автор назвал своё детище cloudscraper — «облакоскрёб», но его проект не получил должного признания. Первым именно «Ле Барон» Дженни стал успешно применять металлический каркас и остекление стен. Однако многие из его сооружений были снесены в позднейшее время.
Оригинальный вклад в чикагскую школу архитектуры внёс Генри Хобсон Ричардсон. В его честь назван Романский стиль Ричардсона. В период обучения в Париже Ричардсон увлёкся изучением средневекового искусства. Обращение к средневековой романской архитектуре отражало стремление противопоставить простой и суровый стиль лихорадочному динамизму американской жизни и вызовам индустриального века. Ричардсон придавал большое значение рациональности композиции, простоте и функциональности зданий. Постройки Ричардсона в Чикаго «отличаются массивностью, выразительной мощью кирпичной кладки, стены из грубо отёсанного камня сочетаются с аркадами, напоминающими средневековую французскую архитектуру или палаццо средневековой Флоренции». Вместе с тем в этой эстетике видят проявление американской традиции «фортификационных сооружений периода революции». Самая знаменитая и выразительная постройка Ричардсона — Оптовый магазин Маршалла Филда в Чикаго (1885—1887, снесён в 1931 году). Загородные дома, построенные из дерева в духе романского возрождения в дальнейшем получили наименование «виллы гонтового стиля» (от «гонт» — кровельный материал из дерева). Гонтовый стиль оказал влияние на ученика Ричардсона — архитектора Луиса Салливана, выдающегося мастера чикагской школы, у которого в свою очередь учился Фрэнк Ллойд Райт, создатель органической архитектуры.
Интенсификации чикагского строительства способствовал кризис в иных регионах США, строительство окружных железных дорог и рост торговли на северо-востоке страны. В 1880-х годах в Чикаго и вокруг города появлялись дома в 12, 16 и 23 этажа, одновременно возникали новые улицы и застройка постепенно приобретала компактный характер. Один из чикагских архитекторов, Джон Уэлборн Рут (1850—1891), писал о новых зданиях в 1890 году, что они «своим видом — массой и пропорциями — должны дать представление о великой мощи современной цивилизации». Наиболее выдающимся представителем чикагской архитектурной школы стал уроженец Чикаго, архитектор Луис Салливан(1856—1924). Он сумел использовать «чикагскую ситуацию» для реализации собственной рационалистической концепции. Обобщая идеи рационалистического направления в эстетике американского романтизма (Р. Эмерсон, Г. Торо, Х. Гриноу), Л. Салливан провозгласил знаменитый тезис: «форма в архитектуре следует функции». В 1879 году Салливан поступил в фирму инженера Данкмара Адлера и через два года стал его компаньоном. Использование каркасной конструкции и скоростных лифтов позволило Салливану приступить к проектированию высотных (по тогдашним меркам) административных зданий. Каркасную систему стали впоследствии именовать «чикагской конструкцией». В этих «несгораемых зданиях» впервые был преодолён разрыв между внутренней конструкцией и внешней формой, между работой инженера и архитектора. Чикагские проектировщики поставили своей задачей органично соединить функцию, конструкцию и форму. Новый метод строительства оказался удачным с экономической точки зрения, а проектирование приобретало ярко выраженный коммерческий характер. Как отмечали исследователи, особенно хороши в зданиях, возведённых по проектам Салливана, «чикагские окна», которые выступают вперёд наподобие эркера ровно настолько, чтобы дать больше света внутри. Вертикализм композиции акцентируют угловые столбы и междуоконные стойки.
Архитекторы чикагской школы создавали здания, соединяющие ясность композиции целого с выразительной пластикой деталей, отражающей логику конструкции. Примерами могут служить: в Чикаго — Монаднок-билдинг (1891 г., Даниэл Бёрнем (1846—1912), Джон Уэлборн Рут (1850—1891)), Рилайенс-билдинг (1894, Д. Бёрнем, Ч. Этвуд), универмаг «Карсон-Пири-Скотт» (1899—1904, Луис Салливан); в Нью-Йорке — Баярд-билдинг (ныне Кондикт билдинг) (1898, Л. Салливан),; в Сент-Луисе — Уэйнрайт-билдинг (1891, Д. Адлер, Л. Салливан).

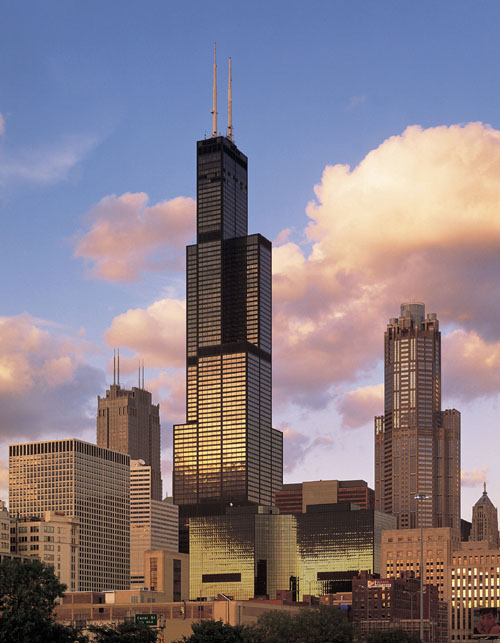
Уиллис-тауэр

Конструкция конторского здания «Рилайенс-билдинг» представляла собой стальной каркас со стеклянным заполнением — прообраз небоскрёбов XX века. Конторские этажи решаются повторением одинаковых членений. Обычное для практики тех лет декорирование фасадов ордерами и аркадами здесь отсутствовало. Здание поражало современников новизной архитектурного образа.
10-этажное здание Уэйнрайт билдинг в Сент-Луисе стало наиболее заметным небоскрёбом, спроектированным Л. Салливаном. Здание имеет сплошной стальной каркас. Впервые стальной каркас в 10-этажном здании применил Уильям Ли Барон Дженни, построив в 1885 году здание страховой компании в Чикаго. Л. Салливан придал своему зданию двухэтажное основание, выше которого были подчёркнуты вертикальные элементы, а горизонтальные, образованные углублениями в стенах, сведены до минимума. Эти вертикальные ритмы перекрыты сверху глубоким декоративным фризом и выступающим карнизом.
В противоположность выделению вертикали в Уэйнрайт-билдинг, которое являлось офисным зданием проект универсального магазина Шлезингера и Майера в Чикаго (теперь «Карлсон, Пири, Скотт») подчёркивает горизонтальные линии. Внутри здания сохранен тип складского помещения со сплошным полом. Фасад спроектирован с учётом максимальной освещённости внутреннего пространства. Основным элементом фасада являются «чикагские окна», замечательные по своему соответствию рамно-каркасной конструкции здания. Весь фасад выполнен с такой силой выразительности и точностью, которые нельзя встретить ни в одном здании того времени. Окна с их тонкими металлическими рамами точно врезаны в фасад. В нижних этажах окна объединены узкой полосой орнамента на терракоте, акцентирующей горизонтальную организацию фасада.
Особенно примечательными являются прямоугольные «чикагские окна», каждое из которых представляло собой большое, жёстко закреплённое оконное стекло, по обеим сторонам которого находились подвижные оконные рамы, открывающиеся подобно дверям. Элегантная простота верхних этажей в противоположность пышному декору первых двух, в которых находились окна, выполненные как витрины, с архитектурным декором, образующим богатые оконные рамы. Этот чугунный орнамент основан на сочетании геометрических и растительных форм. Декоративное оформление магазина, особенно главного входа, представляет собой высшее достижение Салливана как разработчика архитектурного орнамента. 12-этажное здание Байярд-билдинг (ныне Кондикт-билдинг) в Нью-Йорке был украшен прессованной терракотой и чугунным орнаментом.
Развитие чикагской архитектуры внезапно оборвалось с проведением в этом городе Всемирных выставок 1893 и 1913 годов. Они продемонстрировали упадок чикагской архитектурной школы под давлением вкусов торговцев и фабрикантов, возврат к периоду эклектики и стилизаций под ренессанс, необарокко и готику. Это произошло отчасти под влиянием предыдущей Парижской выставки 1889 года и авторитета французской Школы изящных искусств. Упадочный стиль торговых зданий окрестили в шутку «торговым классицизмом». К этому времени влияние чикагской школы полностью исчезло, будто бы она никогда не существовала. Л. Салливан с горечью констатировал, что последствия ущерба, который причинила стране Чикагская выставка 1893 года, будут ощущаться не менее чем в течение полувека. Тем не менее в Чикаго в 1880-х гг. были заложены основы интернационального стиля небоскрёбов из стали и стекла, которые так успешно стал позднее возводить Л. Мис ван дер Роэ в середине XX в. После прихода к власти нацистов в Германии в 1933 году в США эмигрировали М. Брейер, В. Гропиус, Л. Мис ван дер Роэ, Л. Мохой-Надь. Они дали новый толчок развитию идей функционализма в Америке, и центр мировой архитектуры переместился в Нью-Йорк.

## Вторая чикагская школа
См. также: Трубная форма

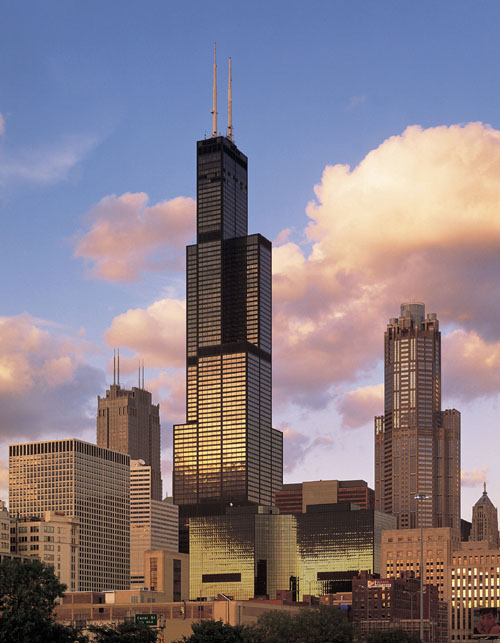
Уиллис-тауэр, завершено в 1973 году, ввело в действие конструктивную систему из пучков труб и было самым высоким зданием в мире до 1998 года

В 1940-х годах «Вторая чикагская школа» возникла в результате работы Людвига Миса ван дер Роэ и его усилий по обучению в Иллинойском технологическом институте в Чикаго. Вторая чикагская школа находилась под влиянием прихода модернистской архитектуры в Америку. Мис ван дер Роэ стремился сконцентрироваться на нейтральных архитектурных формах, а не на историзмах, и стандартное здание Мизиан-билдинг (англ. Miesian building) характеризуется наличием больших стеклянных панелей и использованием стали для вертикальных и горизонтальных элементов конструкций.